# Frans Breckpot
Franciscus Bombeeck (Aalst, 6 maart 1893 - aldaar, juli 1973), later Franciscus 'Frans' Breckpot en beter bekend onder zijn bijnaam Vosse Kilo, was recordhouder bloedgeven, bekend Aalsters figuur en stadsreus. In totaal doneerde hij 1058 keer bloed, goed voor 522,5 liter. Hij behoort tot de Aalsterse folklore.

## Biografie
Hij werd geboren als Franciscus Bombeeck, genoemd naar zijn ongehuwde moeder Maria Bombeeck. Zijn naam werd veranderd toen zijn moeder huwde met Henricus Breckpot in 1894. Breckpot was frontsoldaat in de Eerste Wereldoorlog. Tijdens de oorlog verkocht hij zijn paard voor 150 frank.
Breckpot dronk regelmatig bier en was hierdoor grotendeels een alcoholist. Dat bier kreeg hij als beloning voor zijn bloedgeven; hij kreeg vaten bier die overeenkwamen met de liters bloed die hij gaf van de brouwerijen. In 1964 stopte hij met bloedgeven en werd ereburger van het Bloedtransfusiecentrum Louis Steens te Brussel.
In het jaar 1965 ging een reus die Vosse Kilo voorstelt mee met de carnavalsgroep 'De Lachers'. In 1967 werd er een tweede versie van de reus gemaakt, naar aanleiding van een televisiereportage over Breckpot. In het jaar 1967 werd hij dan ook een officiële stadsreus van de stad Aalst. Het hoofd van de reus van 1967 wordt bewaard in stedelijk museum 't Gasthuys.

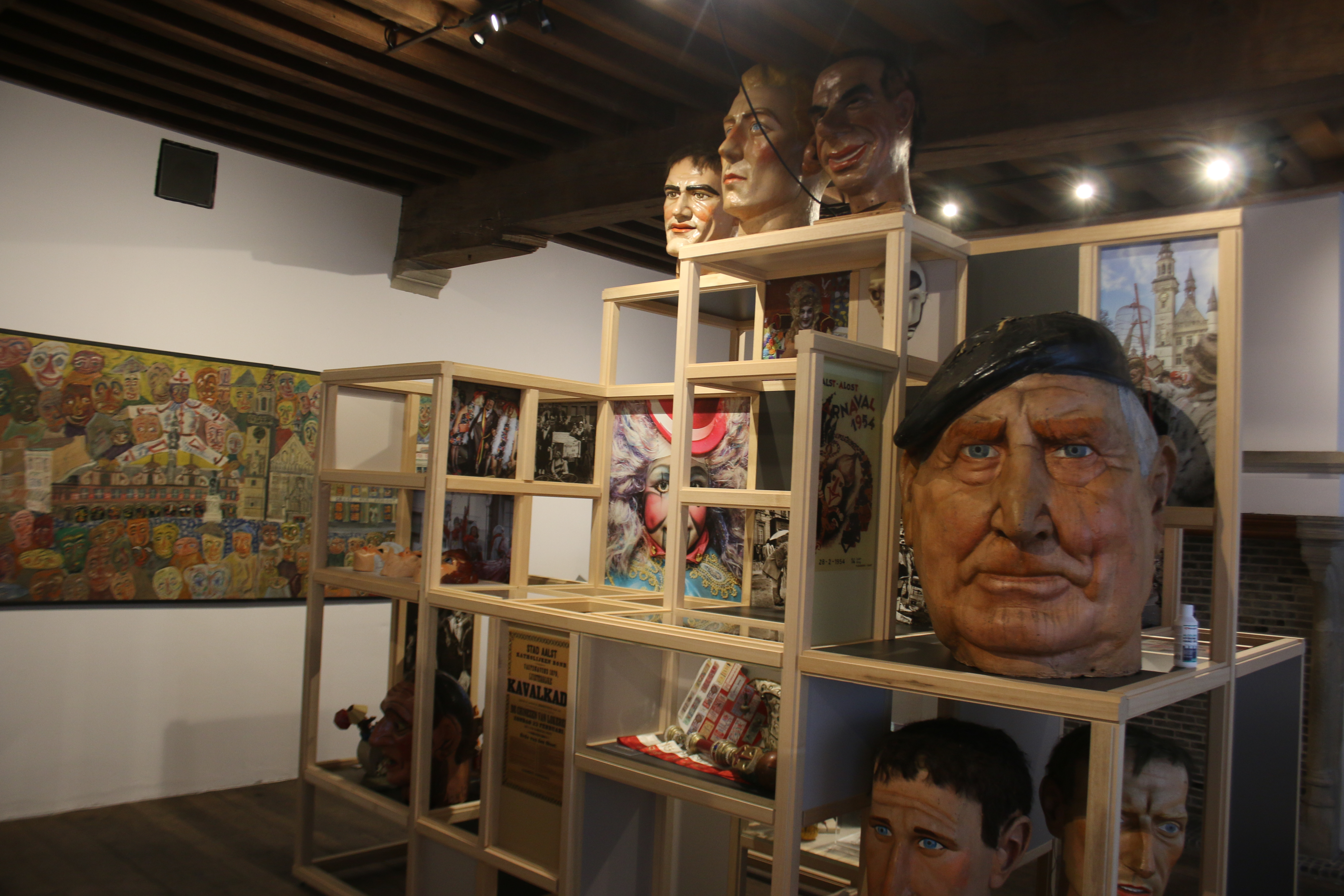
Hoofd van Vosse Kilo, (rechts).

## Lied
Ter ere van Frans Breckpot werd er een lied geschreven in 1966 door Theo Van Gijseghem en Jan Beeckman:
De Vos Kilo
,,Ter 'n es gien oilsjteneer die kilo ni 'n kaan
A es zu populair as onze zwerte maan
Van Moylbeik tot Sint Job kenne ze zenne kop
Kilo de Vos es door, ge zieget on zen oor.
Refrein
En hee van toijd insj bloed vandoen
Ge moetj doveir gien moeitje doen
Vroaget on Frans de kampioen, kampioen.
Ne gielen dag arrond es Kilo op de boon
Va weirken werd'n te moei, heiget noiet ni gedoon
Mo ne goeje pot bier, drinkten hei me plezier
Op tien kommet ni oon, Kilo lotj ze ni stoon
Me karnavak dreig Frans de reizen in de stoet
We moeten 't ierlijk zeggen Kilo dei da goed
A danst'nder me alhier, a spronk er me langstoor
,,'t Es Kilo", riep ied'rien, ,,ge zieget on zen oor"
De Vos hei bloet gegeiven na al joore lank
En vè dad eidel weirk verdintjen onzen dank
Het was hem aal geloijk, ver eirem of ver roijk
In da mensjlievend sport heit'en 't wereldrecord
Slotrefrein
Merci, merci Kilo de Vos

Giel Oilsjt bedankt Kilo de Vos, onze Vos."
,,Tijdens het programma Op de man af, tv-uitzending van 27 september 1966, gezongen door leden van de Koninklijke Aloude Rederijkerskamer Sinte Barbara. Onder leiding van Theo Van Gyseghem, Deken der Camere."

## Nalatenschap
Naar Breckpot werd de Frans Breckpotwijk genoemd.